# El Seibo (kommun)
El Seibo är en kommun i Dominikanska republiken. Den ligger i provinsen El Seibo, i den östra delen av landet, 110 km öster om huvudstaden Santo Domingo. Antalet invånare i kommunen är cirka 67 000.